# Mont Niigata-Yake
Le mont Niigata-Yake (新潟焼山, Niigata-Yake-yama), ou mont Yake, est un stratovolcan actif dans la préfecture de Niigata, sur l'île de Honshu au Japon.

## Toponymie
La montagne est qualifiée de brûlée (焼, yake) en référence à une pratique ancienne qui consistait à déclencher des feux de forêt sur les pentes de la montagne afin d'entretenir des zones ouvertes pour la chasse.
Le volcan est couramment appelé mont Yake ; sa position géographique, Niigata, est précisée pour le distinguer des nombreuses autres montagnes de l'archipel japonais aussi nommées mont Yake.

## Géographie

### Situation, topographie
Le mont Niigata-Yake, dont le sommet culmine à une altitude de 2 400 m, s'étend à la limite des villes de Myōkō et Itoigawa dans le sud-ouest de la préfecture de Niigata. Il fait partie des monts Kubiki dans le parc national Myōkō-Togakushi Renzan.
La mer du Japon est à environ 20 km, au nord-ouest de la montagne.

### Géologie
Le mont Niigata-Yake est un stratovolcan dont le sommet est constitué par un dôme de lave d'une hauteur de 400 m. Il est essentiellement composé de roches volcaniques comme l'andésite et la dacite.

## Histoire
Il y a environ 3 100 ans, le mont Niigata-Yake émerge d'un massif de montagnes du Tertiaire près de la mer du Japon.
En 887 (et probablement aussi en 989), une éruption du volcan projette de la lave qui s'écoule dans le bassin versant du fleuve Haya jusqu'à la mer du Japon, à 20 km au nord-ouest.
L'actuel dôme de lave est le produit de l'éruption de lave survenue en 1361,.
En 1773, le volcan est secoué par une éruption explosive qui engendre une importante coulée de lave dans la vallée du fleuve Haya. Les éruptions du volcan enregistrées depuis sont toutes des éruptions phréatiques, notamment celles de mai et septembre 1949 et celle de juillet 1974 qui a fait trois victimes.
La dernière manifestation éruptive du mont Yake remonte à 1998.